# Death Lives
"Death Lives" (em português, "A Morte Vive") é o sexto episódio da terceira temporada da série de comédia animada Uma Família da Pesada. Originalmente, foi exibido na Fox dos Estados Unidos em 15 de agosto de 2001. O episódio mostra Peter após ser atingido por um raio, tendo uma experiência de quase-morte, envolvendo-o em uma volta ao tempo e mostrando o seu amor pela esposa, Lois, a quem enganou para jogar golfe em vez de comemorar o aniversário de casamento. Peter rapidamente percebe o seu erro, e tenta consertar sua relação com a esposa.
Foi escrito por Mike Henry e dirigido por Rob Renzetti. Possui como convidados Adam Carolla, Laura Silverman, Peter Frampton e Estelle Harris, juntamente com diversos dubladores de personagens recorrentes da série.

## Enredo
No seu aniversário de casamento, Peter é convidado por Quagmire para jogar no Barrington, um campo de golfe extremamente exclusivo, então, manda Lois em uma caça ao tesouro para não prejudicar a família. Lá, ele é atingido por um raio, suja-se e tem uma experiência de quase-morte. A Morte tenta mostrar para Peter que seu casamento está em perigo, e para piorar, sua vida (a Morte diz para Peter que ele morre 2 anos após seu divórcio); em troca, Peter ajuda a Morte a conseguir um encontro com uma balconista do pet shop, chamada Amy.
A Morte leva Peter de volta ao tempo, quando ainda namorava Lois. Peter não deu uma boa impressão para o pai da amada, Carter Pewterschdmit, que deu um sumiço em Peter com uma antiga estátua etrusca e ordenou os empregados que dessem um voo da morte a ele.
Foi resgatado por um navio da Marinha dos Estados Unidos, enquanto Glenn Quagmire era servente. Peter gosta de um estimulante número musical interpretado por Quagmire e seus colegas de navio. De volta à terra firme, Peter consegue carona com Cleveland para voltar a Rhode Island. O veículo de Cleveland é uma van equipada para a sedução. Eles são perseguidos por membros da Ku Klux Klan, os quais Peter confunde com fantasmas, uma referência à Mississippi em Chamas. Peter volta para a mansão dos Pewterschmidt, mas é perseguido por um cão de guarda e literalmente acaba rolando até a sauna particular de Carter. Ele explica que quer se casar com Lois, e Carter oferece um milhão de dólares para que Peter ficasse longe de sua filha. Ele rasga o cheque, afirmando que Lois "não tem valor". Lois, que escuta (e entende que, na verdade, quis dizer "sem preço"), chega para agradecer Peter.
A Morte tenta arranjar um encontro com Amy, conversando com ela fora da loja. Peter chega a conclusão de que não apreciou sua esposa recentemente, e quando volta ao corpo, pede para a Morte pagar uma visita para Peter Frampton.
Quando a Morte chega na casa de Frampton para fazê-lo visitar o campo de golfe, ele protesta, dizendo que a Morte deveria estar "na casa de Keith Richards" (uma piada feita pelo próprio Frampton, de acordo com os comentários do DVD). A Morte também pede para ele trazer seu violão e "aquilo que faz 'wah wah wah'".
Lois descobre que Peter está no campo de golfe e se prepara para confrontá-lo, mas Frampton aparece tocando "Baby, I Love Your Way", que é a música "deles", que ambos escutaram enquanto faziam amor em uma estrada (devido ao rádio de um caminhão, cujo motorista morreu para não atropelá-los). Peter dá a música como presente de aniversário para ela. Lois fica completamente emocionada, perguntando ao marido como conseguiu pensar em tudo; ele responde que teve ajuda de "um amigo muito especial". No fim do episódio, no entanto, a Morte não gosta do encontro com Amy, já que ela somente enumerava os direitos dos animais. Então, discretamente, mata-a com seu "toque da morte".

## Participações especiais
- Adam Carolla como Morte

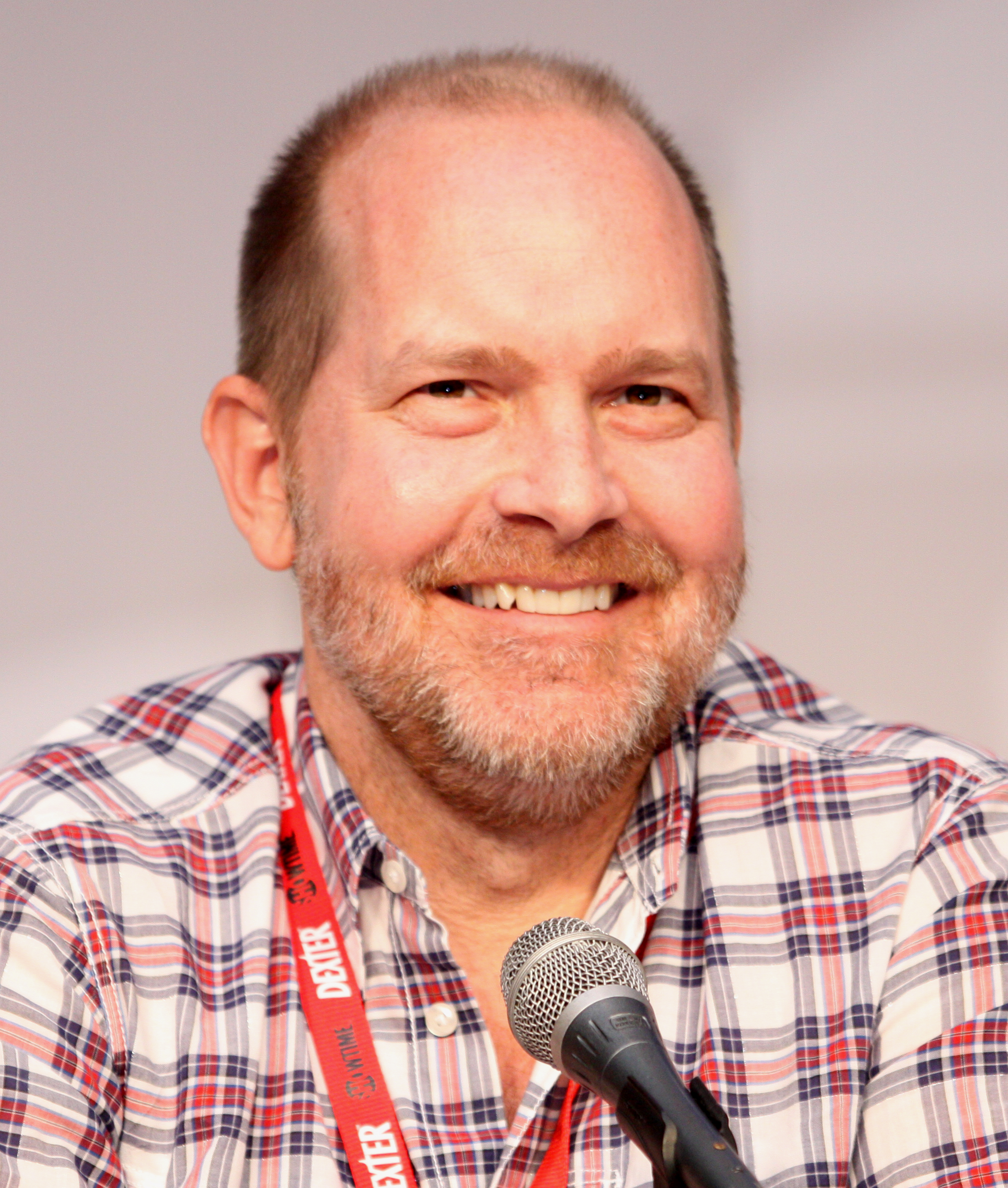
Mike Henry, dublador de Cleveland Brown, escreveu o episódio.

- Laura Silverman como Amy, a garota do pet shop
- Estelle Harris como Mãe da Morte
- Peter Frampton como ele mesmo